# Couvent des Minimes d'Anderlecht

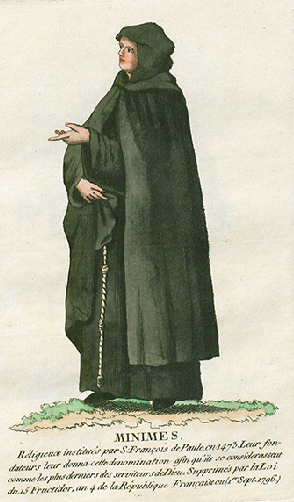
Minimes

Le couvent des Minimes d'Anderlecht fut construit à Anderlecht au début du XVIIe siècle. Ce fut la première implantation des Minimes dans la région bruxelloise.

## Histoire
Au début du XVIIe siècle, les archiducs Albert et Isabelle, gouverneurs des Pays-Bas espagnols, autorisent les Minimes à venir s'installer à Bruxelles. En 1616, ils s'installent à Anderlecht, à proximité de la collégiale Saint-Guidon.
C'est donc à cet endroit, à Anderlecht, qu'ils feront bâtir le couvent, à partir de 1624, avec le soutien du duc d'Aumale alors en exil. Le terrain occupé se situait d'ailleurs entre la collégiale et le château d'Aumale où résidait le duc.
Ce n'est que dans un second temps que sera construit le couvent du centre de Bruxelles, dont il ne subsiste que l'église.